# Paralimna insignis
Paralimna insignis är en tvåvingeart som beskrevs av Meijere 1911. Paralimna insignis ingår i släktet Paralimna och familjen vattenflugor. Inga underarter finns listade i Catalogue of Life.